# Liste von Persönlichkeiten der Stadt Gronau (Westf.)
Die Liste der Persönlichkeiten der Stadt Gronau (Westf.) zeigt die Ehrenbürger, die in der Stadt geborenen Personen sowie der anderweitig mit Gronau (Westf.) verbundenen Personen auf.

## Ehrenbürger
- Hans Klaas (1927–2011), Kaufmann und Unternehmer, seit 2000 Ehrenbürger der Stadt Gronau
- Udo Lindenberg (* 1946), Rockmusiker, Schriftsteller und Maler, seit 2016 Ehrenbürger

## Söhne und Töchter der Stadt

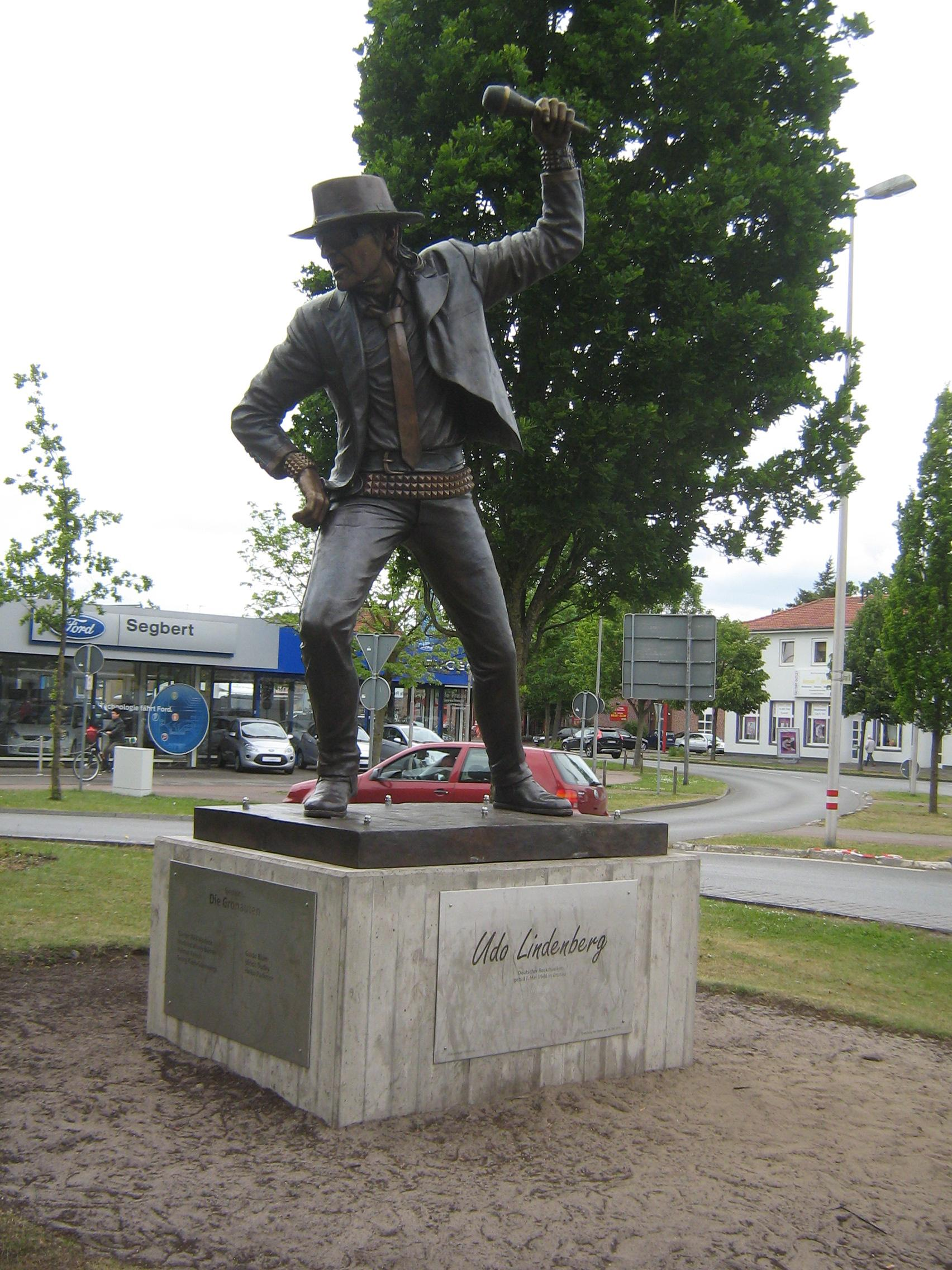
Lindenberg-Denkmal in Gronau (Westf.)

- Ludger Banken (* 1965), deutscher Kommunalpolitiker und Bürgermeister
- Winfried Berkemeier (* 1953), Fußballspieler
- Holger Boenstedt (* 1954), Organist, Cembalist und Dirigent
- Karlheinz Busen (* 1951), Politiker (FDP) und Bauingenieur
- Marcel Deelen (* 1994), Fußballspieler
- Hendrik van Delden (1872–1950), Baumwollspinnerei- und Zwirnereibesitzer
- Hanspeter Dickel (* 1945), Autor historisch-landeskundlicher Bücher
- Bernd Düker (* 1992), Fußballspieler
- Julia Friedrichs (* 1979), Journalistin und Autorin
- Volker Halbach (* 1969), Architekt und Hochschullehrer
- Josef Haring (1940–2023), katholischer Ordensgeistlicher, Bischof von Limoeiro do Norte in Brasilien
- Hans-Joachim Herwald (* 1944), Hörspielproduzent und Tontechniker
- Tim Hölscher (* 1995), Fußballspieler
- Sonja Jürgens (* 1978), Politikerin (SPD), Bürgermeisterin der Stadt Gronau von 2013 bis 2019
- Cengiz Koç (* 1977), ehemaliger deutscher Schwergewichtsboxer
- Alfred Krabbe (* 1956), Astrophysiker
- Robert Kretzschmar (1961–2012), Saxophonist, ging in Gronau zur Schule (W.-von-Siemens-Gymnasium)
- Judith Lindebaum (* 1981), Fernsehmoderatorin
- Erich Lindenberg (1938–2006), Maler und der ältere Bruder von Udo Lindenberg
- Gregor Luthe (* 1970), Unternehmer, Chemiker und Toxikologe
- Eric Mandell, geb. als Erich Mendel (1902–1988), deutsch-amerikanischer Kantor, Chorleiter und Sänger
- Manfred Meinsen (1938–2025), Politiker (Bündnis 90/Die Grünen)
- Hermann Mensing (* 1949), Schriftsteller
- Erna von Ostau, geb. van Delden (1903–1955), Schauspielerin und Autorin
- Gisa Pauly (* 1947), Schriftstellerin und Drehbuchautorin
- Sebastian Pille (* 1980), Komponist
- Marc Rensing (* 1974), Filmregisseur und Drehbuchautor
- Jan Rohls (* 1949), Theologe und Hochschullehrer
- Hubertus Schlenke (* 1969)  Kunstsachverständiger, Vorstand Felix Nussbaum Foundation Osnabrück
- Hans Schönrath (1902–1945), Boxer
- Hans Steinacker (1932–2021), Publizist
- Franz Terdenge (1948–2024), Jurist und ehemaliger Richter am Bundessozialgericht
- Hans Vöcking (* 1940), Ordensmann und Islamwissenschaftler
- Fritz Vorspel (1895–1970), römisch-katholischer Theologe
- Marita Wagner (* 1952), Politikerin (Bündnis 90/Die Grünen, Die Linke)
- Jens Wissing (* 1988), Fußballspieler
- Kai Zwicker (* 1967), Politiker (CDU), Landrat im Kreis Borken

## Mit Gronau verbundene Persönlichkeiten
- Hubert Behler (1927–2010), langjähriger Stadtdirektor (1975–1991)
- Elli Domke (1888–1975) und Carl Domke (1889–1962), Widerstandskämpfer (KPD) in der NS-Zeit, lebten in Gronau
- Grete Kusber (1907–1987), Widerstandskämpferin (KPD) in der NS-Zeit, lebte in Gronau
- Blaise Nkufo (* 1975), Schweizer Fußballspieler mit afrikanischen Wurzeln, Ex-Spieler des niederländischen Fußball-Vereins FC Twente, lebte in Gronau
- Agnieszka Radwańska (* 1989), polnische Tennisspielerin, wuchs in Gronau auf
- Rudi Steffens (1911–1945), Widerstandskämpfer (KPD) in der NS-Zeit, lebte in Gronau
- Klaus Vogelgesang (* 1945), deutscher Künstler, wuchs in Gronau auf
- Beda Vickermann OFM (1934–2015), deutsch-brasilianischer Missionar, lebte zeitweilig in Gronau und starb dort.
- Rania Zeriri (* 1986), niederländische Sängerin, lebt in Gronau
- Sahin Aydin (* 1968), Publizist und Lokalhistoriker